# Eli Ben-Dahan
Eli Ben-Dahan, plným jménem Elijahu Micha'el Ben-Dahan (hebrejsky אלי בן דהן nebo אליהו מיכאל בן דהן‏, narozen 1954 Casablanca, Maroko), je izraelský rabín, politik a poslanec Knesetu za stranu Židovský domov. Od května 2015 je náměstkem ministra obrany v izraelské vládě.

## Biografie
Narodil se v Maroku, ale ve věku dvou let se jeho rodina přestěhovala do Izraele. Vyrůstal v Beerševě. Studoval na ješivě Merkaz ha-rav a dalších náboženských vzdělávacích ústavech. Sloužil v izraelské armádě. Působí profesně jako rabín. Zároveň má magisterský titul z Hebrejské univerzity. V mládí se přestěhoval do izraelské osady Chispin na Golanských výšinách, kde byl předsedou samosprávy a pedagogem a rabínem na místní střední škole. V letech 1983–1987 byl ředitelem úřadu vrchního sefardského rabína Mordechaje Elijahua. V roce 1989 ho tehdejší ministr pro náboženské záležitosti Zevulun Hammer ustanovil ředitelem rabínských soudů. Podílel se na reformě rabínské správy a bojoval za práva žen v židovském rodinném (rozvodovém) právu. Publikoval řadu odborných teologických a právních studií.
Ve volbách v roce 2013 byl zvolen do Knesetu za stranu Židovský domov. Následně byl jmenován náměstkem ministra náboženských služeb ve třetí Netanjahuově vládě. Poslanecký mandát obhájil rovněž ve volbách v roce 2015. Od května 2015 zastává pozici náměstka ministra obrany.
Je ženatý, má devět dětí a bydlí ve čtvrti Chomat Šmu'el v Jeruzalémě.